# Fractured (film 2019)
Fractured è un film del 2019 diretto da Brad Anderson.
Il film, tratto da una sceneggiatura di Alan B. McElroy, è interpretato da Sam Worthington, Lily Rabe, Stephen Tobolowsky, Adjoa Andoh e Lucy Capri.

## Trama
Il film segue la storia di Ray, sua moglie e sua figlia, che durante un viaggio in macchina decidono di fare sosta in una vecchia stazione di servizio. Qui, la figlia Peri, cercando di allontanarsi da un cane randagio, finisce per cadere e rompersi un braccio. Dopo una corsa frenetica all'ospedale e una discussione col personale medico, Ray riesce a far ricoverare la figlia sofferente, per farla sottoporre ad ulteriori visite mediche. Ormai stanco ed esausto, si accomoda nella sala d'aspetto, dove per qualche ora perde i sensi.
Al risveglio, si rende conto che la moglie e la figlia non sono ancora ritornate dalla sala delle TAC, e nessuno all'ospedale sembra poter confermare la loro presenza, infatti nei registri medici risulta in elenco solo il suo nome. Sembrano essere scomparse nel nulla e Ray inizia a credere che dietro a tutto ciò vi sia una strana cospirazione tra lo staff medico dell'ospedale. A questo punto inizia ad indagare facendosi anche aiutare da due agenti della polizia finendo però per farsi conclamare pazzo. Successivamente subentra la psichiatra dell'ospedale la quale cerca di ripercorrere i fatti accaduti nelle ultime ore fino a tornare fisicamente alla stazione di servizio dove è avvenuto l'incidente.
Una volta pervenuta, ella inizia a fare un percorso psicologico con Ray fino a quando ottiene di fargli confessare l'omicidio della moglie e della figlia. Figlia la quale non sarebbe stata neanche aggredita da un cane. Quando però un cane gli compare all'improvviso, Ray ha uno scatto d'ira, prende la pistola e rinchiude i poliziotti in uno stanzino del pitstop, ruba il badge alla psichiatra e torna all'ospedale, quindi raggiunge l'ascensore per recarsi al piano terra dell'ospedale e ivi si convince che sia in atto un traffico d'organi. Così, riesce a fermare giusto in tempo i medici prima che operino la figlia e la moglie, quindi riesce a scappare ed essi tutti salgono in auto.
Durante il viaggio di ritorno notiamo tuttavia come, in realtà, nei sedili posteriori non vi siano sedute la moglie e la bambina ma un paziente estraneo, e scopriamo inoltre che Ray aveva in effetti tirato un sasso per salvare la figlia dall'attacco di un cane randagio ma che durante la caduta ella è morta e quando lui le si è avvicinato, ha anche spinto la moglie Joanne facendola cadere e facendole sbattere la testa finendo per uccidere anch'essa. A questo punto Ray ha messo i corpi della moglie e della figlia in auto ed è andato all'ospedale creandosi una realtà alternativa per non accettare il fatto di averle uccise e di non essere riuscito a proteggere la sua famiglia come avrebbe dovuto. Tutto ciò deriva dal precedente matrimonio, quando in un incidente stradale provocato da lui ubriaco sono morte la ex moglie e la bambina che quest'ultima teneva in grembo.

## Distribuzione
Il trailer è stato pubblicato il 20 settembre 2019. È stato presentato in anteprima mondiale al Fantastic Fest il 22 settembre 2019. La pellicola è stata distribuita per l'11 ottobre 2019 sulla piattaforma Netflix.